# Férfi ugrásgyakorlat az 1896. évi nyári olimpiai játékokon
Az 1896. évi nyári olimpiai játékokon rendeztek ugrásgyakorlatokat a torna versenyszámain belül.

## Eredmény
| H     | Név                  | Nemzet             |
| ----- | -------------------- | ------------------ |
| Arany | Carl Schuhmann       | Németország (GER)  |
| Ezüst | Louis Zutter         | Svájc (SUI)        |
| Bronz | Hermann Weingärtner  | Németország (GER)  |
|       | Conrad Böcker        | Németország (GER)  |
|       | Charles Champaud     | Svájc (SUI)        |
|       | Alfred Flatow        | Németország (GER)  |
|       | Gustav Flatow        | Németország (GER)  |
|       | Georg Hilmar         | Németország (GER)  |
|       | Kakas Gyula          | Magyarország (HUN) |
|       | Friedrich Manteuffel | Németország (GER)  |
|       | Karl Neukirch        | Németország (GER)  |
|       | Richard Röstel       | Németország (GER)  |
|       | Gustav Schuft        | Németország (GER)  |
|       | Henrik Sjöberg       | Svédország (SWE)   |
|       | Wein Dezső           | Magyarország (HUN) |